# Campionato italiano di calcio da tavolo 2015
Il quarantunesimo campionato italiano di calcio da tavolo venne organizzato dalla F.I.S.C.T. a San Benedetto del Tronto nel 2015.
Sono stati assegnati 6 titoli:
- Open
- Cadetti
- Veterans (Over40)
- Under19
- Under15
- Under12
- Femminile

## Risultati

### Cat. Open

#### Ottavi di Finale
- Daniele Bertelli 2 - 0 Maurizio Jon Scotta
- Luca Zambello 2 - 0 William Dotto
- Francesco Torano 5 - 3 Luca Capellacci
- Saverio Bari 2 - 0 Alfonso Gargiulo
- Luca Colangelo 5 - 3 Augusto Vagnoni
- Massimo Bolognino 1 - 0 Emanuele Licheri
- Romualdo Balzano 0 - 3 Andrea Di Vincenzo
- Luigi Di Vito 6 - 3 Daniele Pochesci

#### Quarti di Finale
- Daniele Bertelli 0 - 2 Luca Zambello
- Francesco Torano 1 - 4 Saverio Bari
- Luca Colangelo 3 - 5 Massimo Bolognino
- Andrea Di Vincenzo 0 - 2 Luigi Di Vito

#### Semifinali
- Luca Zambello 2 - 1 Saverio Bari
- Massimo Bolognino 3 - 2 Luigi Di Vito

#### Finale
- Luca Zambello 4 - 3 Massimo Bolognino

### Cat. Cadetti

#### Ottavi di finale
- Salvatore Mandanici 2 - 1 Camillo Di Francesco
- Pietro Troiani 1 - 2 Massimo Conti
- Andrea Di Pierro 1 - 2 Francesco La Torre
- Andrea Strazza 2 - 0 Luigi Romano
- Alessandro Migliori 3 - 0 Paolo Barone
- Daniele Della Monaca 2 - 3 Vittorio De Pascale
- Michele Giudice 3 - 4 Maurizio Brillantino
- Gabriele Silveri 4 - 0 Giuseppe Battaglia

#### Quarti di finale
- Salvatore Mandanici 3 - 2 Massimo Conti
- Francesco La Torre 1 - 2 Andrea Strazza
- Alessandro Migliori 0 - 1 Vittorio De Pascale
- Maurizio Brillantino 2 - 3 Gabriele Silveri

#### Semifinali
- Salvatore Mandanici 2 - 1 Andrea Strazza
- Vittorio De Pascale 2 - 1 Gabriele Silveri

#### Finale
- Salvatore Mandanici 3 - 1 Vittorio De Pascale

### Cat. Veteran

#### Ottavi di finale
- Gerardo Patruno 4 - 0 Jacopo Feletti
- Massimiliano Schiavone 3 - 2 Pasquale Torano
- Stefano De Francesco 0 - 3 Fabio Stellato
- Stefano Flamini 2 - 3 Mario Corradi
- Francesco Mattiangeli 0 - 1 Massimiliano Croatti
- Cesare Santanicchia 1 - 2 Mauro Manganello
- Patrizio Lazzaretti 3 - 1 Saverio Ferrante
- Edoardo Bellotto 0 - 2 Claudio Dogali

#### Quarti di finale
- Gerardo Patruno 2 - 4 Massimiliano Schiavone
- Fabio Stellato 0 - 1 Mario Corradi
- Massimiliano Croatti 2 - 0 Mauro Manganello
- Patrizio Lazzaretti 3 - 1 Claudio Dogali

#### Semifinali
- Massimiliano Schiavone 1 - 5 Mario Corradi
- Massimiliano Croatti 1 - 0 Patrizio Lazzaretti

#### Finale
- Mario Corradi 1 - 2 Massimiliano Croatti

### Cat. Under 19

#### Quarti di finale
- Matteo Ciccarelli 4 - 5 Lorenzo Tamburri
- Marco Di Vito 3 - 6 Simone Balbo
- Andrea Ciccarelli 1 - 0 Filippo Cubeta
- Micael Caviglia 3 - 1 Antonio De Francesco

#### Semifinali
- Andrea Ciccarelli 2 - 4 Micael Caviglia
- Lorenzo Tamburri 1 - 0 Simone Balbo

#### Finale
- Micael Caviglia 2 - 1 Lorenzo Tamburri

### Cat. Under 15

#### Ottavi di Finale
- Nicola Borgo 3 - 1 Alessio Picchi
- Matteo Brillantino 4 - 0 Roberto Manzella
- Marco Cristiano 1 - 3 Antonio La Torre
- Alessandro Amatelli 6 - 1 Andrea Bolognino
- Paolo Zambello 3 - 1 Daniele D'auria
- Francesco Vezzuto 1 - 2 Andrea Zangla
- Claudio La Torre 5 - 1 Mirco Marinari
- Francesco Squaddara 0 - 1 Alessandro Natoli

#### Quarti di finale
- Nicola Borgo 5 - 2 Matteo Brillantino
- Antonio La Torre 1 - 2 Alessandro Amatelli
- Paolo Zambello 3 - 1 Andrea Zangla
- Alessandro Natoli 3 - 6 Claudio La Torre

#### Semifinali
- Nicola Borgo 3 - 4 Alessandro Amatelli
- Paolo Zambello 5 - 3 Claudio La Torre

#### Finale
- Alessandro Amatelli 2 - 1 Paolo Zambello

### Cat. Under 12

#### Quarti di finale
- Riccardo Chieppa 4 - 0 Francesco Tozzi
- Thomas Manfioletti 2 - 1 Francesco Ghilardi
- Riccardo Marangoni 1 - 4 Riccardo Natoli
- Leonardo Giudice 4 - 3 Giorgio Giudice

#### Semifinali
- Riccardo Natoli 1 - 4 Leonardo Giudice
- Riccardo Chieppa 5 - 0 Thomas Manfioletti

#### Finale
- Leonardo Giudice 8 - 5 Riccardo Chieppa

### Cat. Ladies

#### Semifinali
- Giulia Brillantino 3 - 0 Valentina Bartolini
- Paola Forlani 3 - 2 Sara Guercia

#### Finale
- Giulia Brillantino 1 - 4 Paola Forlani t.p.